# Анхель
А́нхель, Керепакупаи-Меру (исп. Kerepakupai Meru, исп. Salto Ángel, на пемонском языке — Kerepakupai vena, что значит «Водопад глубочайшего места») — самый высокий водопад в мире, общая высота 979 метров (по другим данным 1054 метра), высота непрерывного свободного падения воды 807 метров. Находится на реке Кереп в венесуэльском штате Боливар.

## Описание
Назван в честь лётчика Джеймса Эйнджела (англ. Angel), который пролетел над водопадом в 1933 году.
Водопад находится в тропических лесах венесуэльского штата Боливар, на территории национального парка Канайма. Вода свергается с вершины Ауян-Тепуи, крупнейшей из венесуэльских тепуи — его название в переводе на русский означает «гора дьявола». Высота падения настолько велика, что, прежде чем достичь земли, вода распыляется на мельчайшие частички и превращается в туман. Туман может ощущаться за несколько километров. Падающая вода попадает в реку Кереп.

## История

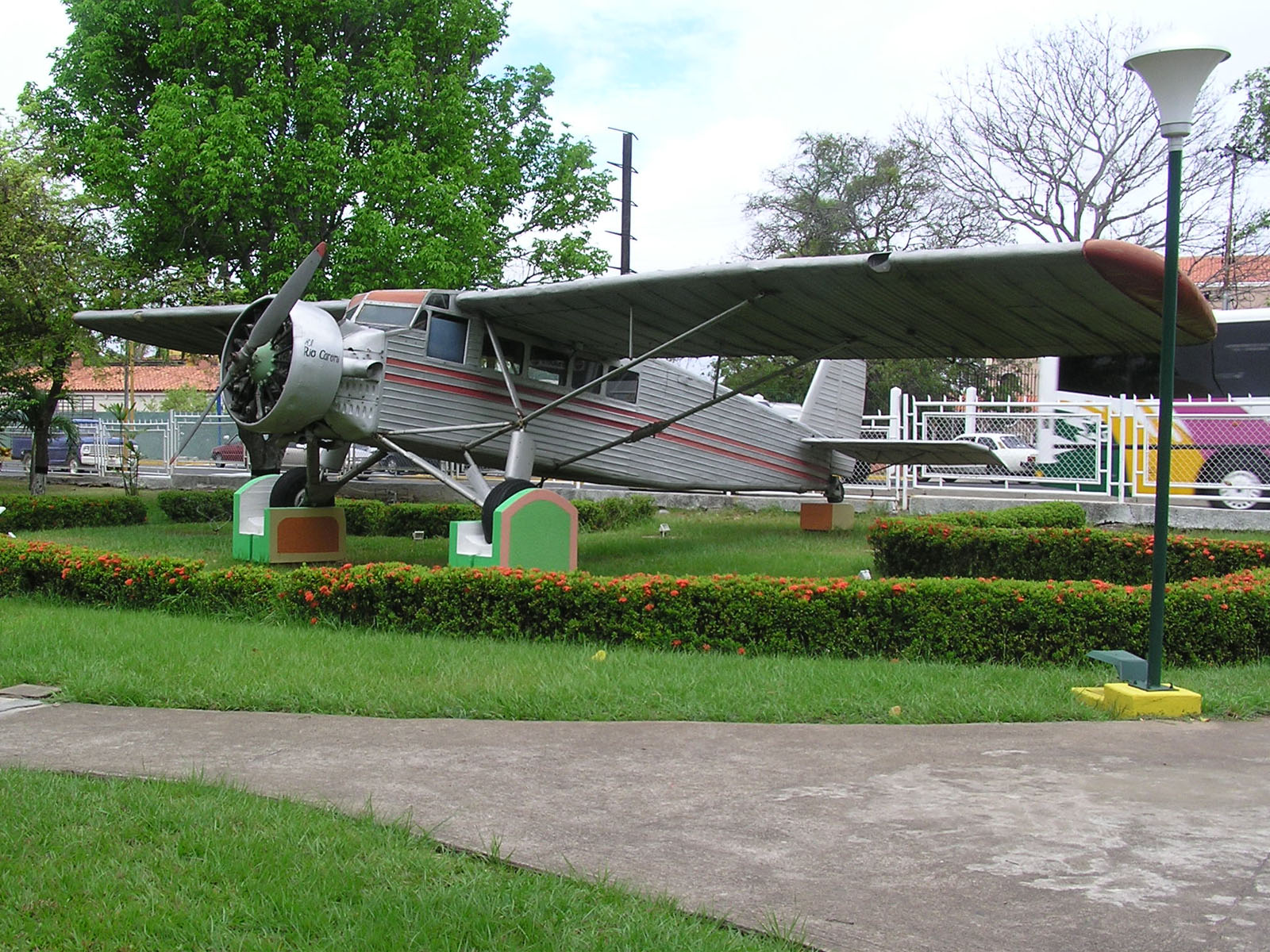
Самолёт, на котором Джеймс Эйнджел достиг водопада

Водопад был обнаружен в начале XX века исследователем Эрнесто Санчесом Ла Крусом, однако не был широко известен до полёта Джеймса Эйнджела. В 1933 году этот американский лётчик совершал полёт в поисках залежей руды. По словам местных гидов, он искал алмазы. Это вполне оправдано тем, что аборигены во времена Джеймса Эйнджела постоянно говорили о камнях, которые, по их описаниям, можно было принять за алмазы. На самом же деле, плато, с которого падает водопад Анхель, изобилует кварцем. 16 ноября 1933 года Эйнджел в процессе полёта заметил гору-тепуи, называемый Ауян-Тепуи, который и привлёк его внимание. 9 октября 1937 года он вернулся и попытался посадить самолёт на Ауян-Тепуи, но при посадке самолёт был повреждён, лопнуло одно из шасси.
В результате Эйнджелу и трём его компаньонам (в том числе его жене Мари) пришлось спускаться с горы пешком. Их возвращение к цивилизации заняло 11 дней. Новости об их приключении распространились очень быстро, и водопад был назван в его честь — «водопад Анхель» (исп. Salto Ángel). В испанском языке фамилия Э́йнджел (исп. Angel) читается как А́нхель, поэтому название именно таково. Таким образом, водопад не имеет ничего общего с ангелами — это просто фамилия человека.
Самолёт «Фламинго» Эйнджела оставался на месте приземления в течение 33 лет, пока его не транспортировали вертолётом. Самолёт был отреставрирован в авиационном музее города Маракай, и теперь стоит прямо перед аэропортом города Сьюдад-Боливар.
В 1949 году к водопаду состоялась экспедиция Национального географического общества США, по итогам поездки была определена высота и издана книга.
В 1994 году ЮНЕСКО внесло Национальный парк Канаима, включающий водопад, в список Всемирного наследия.
В апреле-мае 2005 года международная экспедиция в составе семи альпинистов и скалолазов — четырёх английских (John Arran, Anne Arran, Miles Gibson, Ben Heason), двух венесуэльских (Ivan Calderon, Alfredo Rangel) и одного российского (Александр Клёнов) — совершила первопрохождение стены водопада свободным лазанием.
20 декабря 2009 года, в 346 выпуске телепередачи Aló Presidente президент Венесуэлы Уго Чавес, на волне антиимпериализма, именовал водопад Анхель «Керепакупаи-Меру» (исп. Kerepakupai Meru), в соответствии с одним из местных его названий. Изначально было предложено название Чурун-Меру (исп. Churún-merú), однако дочь президента заметила, что такое название носит один из самых маленьких водопадов этой области, вслед за чем Чавес предложил другое название. Такое своё мнение президент объяснил тем, что водопад был собственностью Венесуэлы и частью её национального богатства задолго до того, как появился Джеймс Эйнджел, и водопад не должен носить его имя. Реагируя на заявления некоторых мировых СМИ о фактическом переименовании водопада, тремя днями позднее Чавес заявил, что не издавал соответствующего указа.

## Туризм
Водопад Анхель расположен в дикой местности Венесуэлы, и добраться туда можно только по воздуху или по реке. Туры на водопад продаются комплектами и включают в себя полёт из Каракаса или Сьюдад-Боливар в Канайму (поселок, служащий точкой входа в национальный парк), последующую поездку по воде, еду и прочие вещи, необходимые для посещения водопада.

## В искусстве
- На водопаде Анхель происходит часть действия художественного фильма «На гребне волны» (2015) — его герои взбираются по отвесной скале на вершину водопада, а затем прыгают в него.
- Водопад является прототипом Райского водопада в полнометражном мультипликационном фильме анимационной студии Pixar «Вверх»[9].
- Владислав Щепин в 2011 году снял документальный фильм «Искатели приключений. Александр Лайме: алмазы водопада Ангела».
- Испанский писатель Альберто Васкес-Фигероа написал книгу «Икар», подробно описывая события открытия этого водопада.